# تجمع الكونغرس لمكافحة التنمر
تجمع الكونغرس لإنهاء التنمر كان تجمعًا في مجلس النواب الأمريكي لدعم مشاريع القوانين التي تستهدف التنمر في المعاهد التعليمية أو أي مؤسسات أخرى لديها تشريعات لمكافحة التنمر. قد تم إطلاق هذا التجمع في 28/يونيو عام 2012  وترأسه النائب مايك هوندا، وانتهت في يناير عام 2017 عندما فشلت محاولات النائب مايك هوندا في إعادة انتخابه بالكونغرس.